# 1872 في المكسيك
فيما يلي قوائم الأحداث التي وقعت خلال عام 1872 في المكسيك.

## سياسة

### انتهاء فترة المنصب
- 18 يوليو – بينيتو خواريز رئيس المكسيك.

## مواليد

### مارس
- 22 مارس – سلفادور توسكانو مخرج أفلام مكسيكي.

## وفيات

### يوليو
- 18 يوليو – بينيتو خواريز (مواليد 1806)